# Leptodontiella
Leptodontiella là một chi rêu trong họ Pottiaceae.